# Лілієч (Бакеу)
Лілієч (рум. Lilieci) — село у повіті Бакеу в Румунії. Входить до складу комуни Хемеюш.
Село розташоване на відстані 250 км на північ від Бухареста, 6 км на північний захід від Бакеу, 80 км на південний захід від Ясс, 145 км на північний схід від Брашова.

## Населення
За даними перепису населення 2002 року у селі проживали 2118 осіб.
Національний склад населення села:
| Національність | Кількість осіб | Відсоток |
| -------------- | -------------- | -------- |
| румуни         | 2108           | 99,5%    |
| цигани         | 7              | 0,3%     |

Рідною мовою назвали:
| Мова      | Кількість осіб | Відсоток |
| --------- | -------------- | -------- |
| румунську | 2109           | 99,6%    |
| циганську | 7              | 0,3%     |